# Liga Europa da UEFA de 2017–18 – Fase Final
A Fase Final da Liga Europa da UEFA de 2017–18 será disputada entre 15 de fevereiro de 2018 e 16 de maio de 2018, dia da final que será disputada no Parc Olympique Lyonnais, em Lyon, França. Um total de 32 equipes participam nesta fase.

## Calendário
| Fase       | Rodada           | Data do sorteio         | Partida de ida                                                  | Partida de volta                                                |
| ---------- | ---------------- | ----------------------- | --------------------------------------------------------------- | --------------------------------------------------------------- |
| Fase Final | Dezesseis Avos   | 11 de Dezembro de 2017  | 15 de Fevereiro de 2018                                         | 22 de Fevereiro de 2018                                         |
| Fase Final | Oitavas de Final | 23 de Fevereiro de 2018 | 08 de Março de 2018                                             | 15 de Março de 2018                                             |
| Fase Final | Quartas de Final | 16 de Março de 2018     | 05 de Abril de 2018                                             | 12 de Abril de 2018                                             |
| Fase Final | Semifinais       | 13 de Abril de 2018     | 26 de Abril de 2018                                             | 03 de Maio de 2018                                              |
| Fase Final | Final            | 13 de Abril de 2018     | 16 de Maio de 2018 no Parc Olympique Lyonnais, em Lyon, França. | 16 de Maio de 2018 no Parc Olympique Lyonnais, em Lyon, França. |

## Equipes classificadas
| Chave de cores                                   |
| ------------------------------------------------ |
| Cabeças de chave para a fase de 16-avos de final |
| Não cabeças de chave a fase de 16-avos de final  |

### Fase de grupos da Liga Europa
| Grupo | Vencedores        | Vices                  |
| ----- | ----------------- | ---------------------- |
| A     | Villarreal        | Astana                 |
| B     | Dínamo de Kiev    | Partizan               |
| C     | Braga             | Ludogorets             |
| D     | Milan             | AEK Atenas             |
| E     | Atalanta          | Lyon                   |
| F     | Lokomotiv Moscou  | København              |
| G     | Viktoria Plzeň    | Steaua Bucareste       |
| H     | Arsenal           | Estrela Vermelha       |
| I     | Red Bull Salzburg | Olympique de Marseille |
| J     | Östersunds        | Athletic Bilbao        |
| K     | Lazio             | Nice                   |
| L     | Zenit             | Real Sociedad          |

### Fase de grupos da Liga dos Campeões
| Grupo | Equipa             | Pts | J | V | E | D | GM | GS | DG  |
| ----- | ------------------ | --- | - | - | - | - | -- | -- | --- |
| A     | CSKA Moscou        | 9   | 6 | 3 | 0 | 3 | 8  | 10 | –2  |
| C     | Atlético de Madrid | 7   | 6 | 1 | 4 | 1 | 5  | 4  | +1  |
| G     | RB Leipzig         | 7   | 6 | 2 | 1 | 3 | 10 | 11 | -1  |
| D     | Sporting           | 7   | 6 | 2 | 1 | 3 | 8  | 9  | –1  |
| F     | Napoli             | 6   | 6 | 2 | 0 | 4 | 11 | 11 | 0   |
| E     | Spartak Moscou     | 6   | 6 | 1 | 3 | 2 | 9  | 13 | -4  |
| B     | Celtic             | 3   | 6 | 1 | 0 | 5 | 5  | 18 | –13 |
| H     | Borussia Dortmund  | 2   | 6 | 0 | 2 | 4 | 7  | 13 | –6  |

## Fase de 16-avos
O sorteio ocorreu em 11 de dezembro de 2017. As partidas de ida  serão realizadas no dia 15 de fevereiro e as partidas de volta serão realizadas em 22 de Fevereiro de 2018.
| Equipe 1               | Total   | Equipe 2           | 1.º jogo | 2.º jogo |
| ---------------------- | ------- | ------------------ | -------- | -------- |
| Borussia Dortmund      | 4–3     | Atalanta           | 3–2      | 1–1      |
| Nice                   | 2–4     | Lokomotiv Moscou   | 2–3      | 0–1      |
| København              | 1–5     | Atlético de Madrid | 1–4      | 0–1      |
| Spartak Moscou         | 3–4     | Athletic Bilbao    | 1–3      | 2–1      |
| AEK Atenas             | 1–1(gf) | Dínamo de Kiev     | 1–1      | 0–0      |
| Celtic                 | 1–3     | Zenit              | 1–0      | 0–3      |
| Napoli                 | 3–3(gf) | RB Leipzig         | 1–3      | 2–0      |
| Estrela Vermelha       | 0–1     | CSKA Moscou        | 0–0      | 0–1      |
| Lyon                   | 4–1     | Villarreal         | 3–1      | 1–0      |
| Real Sociedad          | 3–4     | Red Bull Salzburg  | 2–2      | 1–2      |
| Partizan               | 1–3     | Viktoria Plzeň     | 1–1      | 0–2      |
| Steaua Bucareste       | 2–5     | Lazio              | 1–0      | 1–5      |
| Ludogorets             | 0–4     | Milan              | 0–3      | 0–1      |
| Astana                 | 4–6     | Sporting           | 1–3      | 3–3      |
| Östersunds             | 2–4     | Arsenal            | 0–3      | 2–1      |
| Olympique de Marseille | 3–2     | Braga              | 3–1      | 0–1      |

### Partidas de ida
| 15 de fevereiro de 2018 | Borussia Dortmund                   | 3 – 2     | Atalanta        | Signal Iduna Park, Dortmund                   |
| 16:00                   | Schürrle 30' · Batshuayi 65', 90+1' | Relatório | Iličić 51', 56' | Público: 62 500 Árbitro: POL Daniel Stefanski |

| Borussia D. | Atalanta |

| 15 de fevereiro de 2018 | Nice                    | 2 – 3     | Lokomotiv Moscou                     | Allianz Riviera, Nice                      |
| 16:00                   | Balotelli 4', 28' (pen) | Relatório | Manuel Fernandes 45' (pen), 69', 77' | Público: 16 918 Árbitro: ROU István Kovács |

| Nice | Lokomotiv M. |

| 15 de fevereiro de 2018 | København   | 1 – 4     | Atlético de Madrid                                         | Estádio Parken, Copenhague                    |
| 18:05                   | Fischer 15' | Relatório | Saúl Ñíguez 21' · Gameiro 37' · Griezmann 71' · Vitolo 77' | Público: 34 912 Árbitro: BLR Aleksei Kulbakov |

| Copenhague | Atl. de Madrid |

| 15 de fevereiro de 2018 | Spartak Moscou   | 1 – 3     | Athletic Bilbao                        | Arena Otkrytie, Moscou                      |
| 16:00                   | Luiz Adriano 60' | Relatório | Aduriz 22', 39' · Kutepov 45+1' (g.c.) | Público: 43 145 Árbitro: FRA Benoît Bastien |

| Sp. Moscou | Athletic Bilbao |

| 15 de fevereiro de 2018 | AEK Atenas    | 1 – 1     | Dínamo de Kiev | Estádio Olímpico de Atenas, Atenas            |
| 18:05                   | Ajdarević 80' | Relatório | Tsyhankov 19'  | Público: 30 518 Árbitro: ESP Carlos Del Cerro |

| AEK Atenas | Dínamo K. |

| 15 de fevereiro de 2018 | Celtic       | 1 – 0     | Zenit | Celtic Park, Glasgow                       |
| 18:05                   | McGregor 78' | Relatório |       | Público: 56 743 Árbitro: SVN Damir Skomina |

| Celtic | Zenit |

| 15 de fevereiro de 2018 | Napoli    | 1 – 3     | RB Leipzig                    | Estádio San Paolo, Nápoles              |
| 18:05                   | Ounas 52' | Relatório | Werner 61', 90+3' · Bruma 74' | Público: 14 554 Árbitro: POR Artur Dias |

| Napoli | RB Leipzig |

| 13 de fevereiro de 2018 | Estrela Vermelha | 0 – 0     | CSKA Moscou | Estádio Estrela Vermelha, Belgrado            |
| 16:00                   |                  | Relatório |             | Público: 35 642 Árbitro: POL Paweł Raczkowski |

| Estrela V. | CSKA Moscou |

| 15 de fevereiro de 2018 | Lyon                                 | 3 – 1     | Villarreal  | Parc Olympique Lyonnais, Lyon              |
| 18:05                   | Ndombele 46' · Fekir 49' · Depay 82' | Relatório | Fornals 63' | Público: 46 846 Árbitro: HUN Viktor Kassai |

| Lyon | Villarreal |

| 15 de fevereiro de 2018 | Real Sociedad               | 2 – 2     | Red Bull Salzburg                     | Estádio Anoeta, San Sebastián             |
| 16:00                   | Odriozola 57' · Januzaj 80' | Relatório | Oyarzabal 27' (g.c.) · Minamino 90+4' | Público: 19 790 Árbitro: SCO Bobby Madden |

| Real Sociedad | RB Salzburg |

| 15 de fevereiro de 2018 | Partizan    | 1 – 1     | Viktoria Plzeň | Estádio Partizan, Belgrado                      |
| 18:05                   | Tawamba 58' | Relatório | Řezník 81'     | Público: 17 165 Árbitro: GRE Tasos Sidiropoulos |

| Partizan | Viktoria Plzen |

| 15 de fevereiro de 2018 | Steaua Bucareste | 1 – 0     | Lazio | Arena Națională, Bucareste                 |
| 18:05                   | Gnohéré 29'      | Relatório |       | Público: 33 455 Árbitro: GER Deniz Aytekin |

| FCSB | Lazio |

| 15 de fevereiro de 2018 | Ludogorets | 0 – 3     | Milan                                            | Ludogorets Arena, Razgrad                 |
| 16:00                   |            | Relatório | Cutrone 45' · Rodríguez 64' (pen) · Borini 90+2' | Público: 7 887 Árbitro: SRB Milorad Mažić |

| Ludogorets | Milan |

| 15 de fevereiro de 2018 | Astana     | 1 – 3     | Sporting                                                     | Astana Arena, Astana                      |
| 14:00                   | Tomasov 7' | Relatório | Bruno Fernandes 48' (pen) · Gelson Martins 50' · Doumbia 56' | Público: 29 737 Árbitro: FRA Ruddy Buquet |

| Astana | Sporting |

| 15 de fevereiro de 2018 | Östersunds | 0 – 3     | Arsenal                                              | Jämtkraft Arena, Östersund                           |
| 16:00                   |            | Relatório | Monreal 13' · Papagiannopoulos 24' (g.c.) · Özil 58' | Público: 7 665 Árbitro: ESP David Fernández Borbalán |

| Östersunds | Arsenal |

| 15 de fevereiro de 2018 | Olympique de Marseille        | 3 – 0     | Braga | Stade Vélodrome, Marselha                     |
| 16:00                   | Germain 4', 69' · Thauvin 74' | Relatório |       | Público: 21 731 Árbitro: NED Serdar Gözübüyük |

| O. Marseille | Braga |

### Partidas de volta
| 22 de fevereiro de 2018 | Atalanta  | 1 – 1     | Borussia Dortmund | Mapei Stadium – Città del Tricolore, Régio da Emília |
| 17:05                   | Tolói 11' | Relatório | Schmelzer 83'     | Público: 17 492 Árbitro: ESP Jesús Gil Manzano       |

| Atalanta | Borussia D. |

Borussia Dortmund venceu por 4–3 no placar agregado.
| 22 de fevereiro de 2018 | Lokomotiv Moscou | 1 – 0     | Nice | Estádio Lokomotiv, Moscou                   |
| 13:00                   | Denisov 30'      | Relatório |      | Público: 18 104 Árbitro: CZE Pavel Královec |

| Lokomotiv M. | Nice |

Lokomotiv Moscou venceu por 4–2 no placar agregado.
| 22 de fevereiro de 2018 | Atlético de Madrid | 1 – 0     | København | Estádio Wanda Metropolitano, Madrid            |
| 15:00                   | Gameiro 7'         | Relatório |           | Público: 44 035 Árbitro: LTU Gediminas Mažeika |

| Atl. de Madrid | Copenhague |

Atlético de Madrid venceu por 5–1 no placar agregado.
| 22 de fevereiro de 2018 | Athletic Bilbao | 1 – 2     | Spartak Moscou                   | Estádio de San Mamés, Bilbau                |
| 17:05                   | Etxeita 57'     | Relatório | Luiz Adriano 44' · Melgarejo 85' | Público: 36 873 Árbitro: GER Tobias Stieler |

| Athletic Bilbao | Sp. Moscou |

Athletic Bilbao venceu por 4–3 no placar agregado.
| 22 de fevereiro de 2018 | Dínamo de Kiev | 0 – 0     | AEK Atenas | Estádio Olímpico de Kiev, Kiev         |
| 15:00                   |                | Relatório |            | Público: 27 024 Árbitro: SVN Matej Jug |

| Dínamo K. | AEK Atenas |

1–1 no placar agregado. Dínamo de Kiev venceu pela regra do gol fora de casa.
| 22 de fevereiro de 2018 | Zenit                                    | 3 – 0     | Celtic | Estádio Krestovsky, São Petersburgo              |
| 15:00                   | Ivanović 8' · Kuzyayev 27' · Kokorin 61' | Relatório |        | Público: 50 492 Árbitro: ESP Antonio Mateu Lahoz |

| Zenit | Celtic |

Zenit venceu por 3–1 no placar agregado.
| 22 de fevereiro de 2018 | RB Leipzig | 0 – 2     | Napoli                      | Red Bull Arena, Leipzig                     |
| 15:00                   |            | Relatório | Zieliński 33' · Insigne 86' | Público: 36 163 Árbitro: ENG Anthony Taylor |

| RB Leipzig | Napoli |

3–3 no placar agregado. RB Leipzig venceu pela regra do gol fora de casa.
| 21 de fevereiro de 2018 | CSKA Moscou   | 1 – 0     | Estrela Vermelha | VEB Arena, Moscou                        |
| 14:00                   | Dzagoev 45+1' | Relatório |                  | Público: 18 753 Árbitro: POR Jorge Sousa |

| CSKA Moscou | Estrela V. |

CSKA Moscou venceu por 1–0 no placar agregado.
| 22 de fevereiro de 2018 | Villarreal | 0 – 1     | Lyon       | Estádio de La Cerámica, Villarreal      |
| 15:00                   |            | Relatório | Traoré 85' | Público: 17 028 Árbitro: ITA Luca Banti |

| Villarreal | Lyon |

Lyon venceu por 4–1 no placar agregado.
| 22 de fevereiro de 2018 | Red Bull Salzburg              | 2 – 1     | Real Sociedad | Red Bull Arena, Salzburgo                   |
| 17:05                   | Dabbur 10' · Berisha 74' (pen) | Relatório | Navas 28'     | Público: 13 912 Árbitro: RUS Sergei Karasev |

| RB Salzburg | Real Sociedad |

RB Salzburg venceu por 4–3 no placar agregado.
| 22 de fevereiro de 2018 | Viktoria Plzeň              | 2 – 0     | Partizan | Doosan Arena, Plzeň                       |
| 15:00                   | Krmenčík 67' · Čermák 90+4' | Relatório |          | Público: 10 185 Árbitro: DEN Jakob Kehlet |

| Viktoria Plzen | Partizan |

Viktoria Plzen venceu por 3–1 no placar agregado.
| 22 de fevereiro de 2018 | Lazio                                                    | 5 – 1     | Steaua Bucareste | Estádio Olímpico de Roma, Roma             |
| 15:00                   | Immobile 7', 42', 71' · Bastos 35' · Felipe Anderson 51' | Relatório | Gnohéré 82'      | Público: 27 597 Árbitro: SVN Slavko Vinčić |

| Lazio | FCSB |

Lazio venceu por 5–2 no placar agregado.
| 22 de fevereiro de 2018 | Milan      | 1 – 0     | Ludogorets | San Siro, Milão                                       |
| 17:05                   | Borini 21' | Relatório |            | Público: 17 453 Árbitro: ESP Alberto Undiano Mallenco |

| Milan | Ludogorets |

Milan venceu por 4–0 no placar agregado.
| 22 de fevereiro de 2018 | Sporting                           | 3 – 3     | Astana                                   | Estádio José Alvalade, Lisboa             |
| 15:00                   | Dost 3' · Bruno Fernandes 53', 63' | Relatório | Tomasov 37' · Twumasi 80' · Shomko 90+4' | Público: 30 456 Árbitro: HUN Tamás Bognar |

| Sporting | Astana |

Sporting venceu por 6–4 no placar agregado.
| 22 de fevereiro de 2018 | Arsenal       | 1 – 2     | Östersunds           | Emirates Stadium, Londres                  |
| 17:05                   | Kolašinac 47' | Relatório | Aiesh 22' · Sema 23' | Público: 58 405 Árbitro: SVK Ivan Kružliak |

| Arsenal | Östersunds |

Arsenal venceu por 4–2 no placar agregado.
| 22 de fevereiro de 2018 | Braga             | 1 – 0     | Olympique de Marseille | Estádio Municipal de Braga, Braga             |
| 17:05                   | Ricardo Horta 31' | Relatório |                        | Público: 9 016 Árbitro: NOR Svein Oddvar Moen |

| Braga | O. Marseille |

Olympique de Marseille venceu por 3–1 no placar agregado.

## Oitavas-de-final
O sorteio dessa fase foi realizado no dia 23 de fevereiro. As partidas de ida foram disputadas no dia 8 de março e as partidas de volta serão disputadas no dia 15 de março.
| Equipe 1               | Total    | Equipe 2          | 1.º jogo | 2.º jogo  |
| ---------------------- | -------- | ----------------- | -------- | --------- |
| Lazio                  | 4–2      | Dínamo de Kiev    | 2–2      | 2–0       |
| RB Leipzig             | 3–2      | Zenit             | 2–1      | 1–1       |
| Atlético de Madrid     | 8–1      | Lokomotiv Moscou  | 3–0      | 5–1       |
| CSKA Moscou            | 3–3 (gf) | Lyon              | 0–1      | 3–2       |
| Olympique de Marseille | 5–2      | Athletic Bilbao   | 3–1      | 2–1       |
| Sporting               | 3–2      | Viktoria Plzeň    | 2–0      | 1–2 (pro) |
| Borussia Dortmund      | 1–2      | Red Bull Salzburg | 1–2      | 0–0       |
| Milan                  | 1–5      | Arsenal           | 0–2      | 1–3       |

### Partidas de ida
| 8 de março de 2018 | Lazio                              | 2 – 2     | Dínamo de Kiev                    | Estádio Olímpico de Roma, Roma             |
| 17:05              | Immobile 54' · Felipe Anderson 62' | Relatório | Tsyhankov 52' · Júnior Moraes 79' | Público: 21 562 Árbitro: SVK Ivan Kružliak |

| Lazio | Dínamo K. |

| 8 de março de 2018 | RB Leipzig             | 2 – 1     | Zenit        | Red Bull Arena, Leipzig                     |
| 17:05              | Bruma 56' · Werner 77' | Relatório | Criscito 86' | Público: 19 877 Árbitro: ROU Ovidiu Haţegan |

| RB Leipzig | Zenit |

| 8 de março de 2018 | Atlético de Madrid                    | 3 – 0     | Lokomotiv Moscou | Estádio Wanda Metropolitano, Madrid       |
| 15:00              | Saúl 22' · Diego Costa 47' · Koke 90' | Relatório |                  | Público: 40 767 Árbitro: DEN Jakob Kehlet |

| Atl. de Madrid | Lokomotiv M. |

| 8 de março de 2018 | CSKA Moscou | 0 – 1     | Lyon        | VEB Arena, Moscou                                |
| 13:00              |             | Relatório | Marcelo 68' | Público: 13 990 Árbitro: ESP Antonio Mateu Lahoz |

| CSKA Moscou | Lyon |

| 8 de março de 2018 | Olympique de Marseille      | 3 – 1     | Athletic Bilbao    | Stade Vélodrome, Marselha                |
| 17:05              | Ocampos 1', 57' · Payet 14' | Relatório | Aduriz 45+3' (pen) | Público: 37 657 Árbitro: POR Jorge Sousa |

| O. Marseille | Athletic Bilbao |

| 8 de março de 2018 | Sporting           | 2 – 0     | Viktoria Plzeň | Estádio José Alvalade, Lisboa                 |
| 17:05              | Montero 45+1', 49' | Relatório |                | Público: 26 090 Árbitro: BLR Aleksei Kulbakov |

| Sporting | Viktoria Plzen |

| 8 de março de 2018 | Borussia Dortmund | 1 – 2     | Red Bull Salzburg      | Signal Iduna Park, Dortmund                |
| 15:00              | Schürrle 62'      | Relatório | Berisha 49' (pen), 56' | Público: 53 700 Árbitro: SVN Slavko Vinčić |

| Borussia D. | RB Salzburg |

| 8 de março de 2018 | Milan | 0 – 2     | Arsenal                       | San Siro, Milão                             |
| 15:00              |       | Relatório | Mkhitaryan 15' · Ramsey 45+4' | Público: 72 821 Árbitro: FRA Clément Turpin |

| Milan | Arsenal |

### Partidas de volta
| 15 de março de 2018 | Dínamo de Kiev | 0 – 2 | Lazio                   | Estádio Olímpico de Kiev, Kiev                 |
| 15:00               |                |       | Lucas 23' · de Vrij 83' | Público: 52,639 Árbitro: ESP Jesús Gil Manzano |

| Dínamo K. | Lazio |

Lazio venceu por 4–2 no placar agregado.
| 15 de março de 2018 | Zenit       | 1 – 1 | RB Leipzig   | Estádio Krestovsky, São Petersburgo         |
| 15:00               | Driussi 45' |       | Augustin 22' | Público: 44,092 Árbitro: ITA Daniele Orsato |

| Zenit | RB Leipzig |

RB Leipzig venceu por 3–2 no placar agregado.
| 15 de março de 2018 | Lokomotiv Moscou | 1 – 5 | Atlético de Madrid                                                 | Estádio Lokomotiv, Moscou                      |
| 15:00               | Rybus 20'        |       | Correa 17' · Ñíguez 47' · Fernando Torres 66', 69' · Griezmann 85' | Público: 22,041 Árbitro: POR Artur Soares Dias |

| Lokomotiv M. | Atl. de Madrid |

Atlético de Madrid venceu por 8–1 no placar agregado.
| 15 de março de 2018 | Lyon                  | 2 – 3 | CSKA Moscou                            | Parc Olympique Lyonnais, Lyon             |
| 17:05               | Cornet 58' · Díaz 71' |       | Golovin 39' · Musa 60' · Wernbloom 65' | Público: 38,622 Árbitro: SCO Bobby Madden |

| Lyon | CSKA Moscou |

3–3 no placar agregado. CSKA Moscou venceu pela regra do gol fora de casa.
| 15 de março de 2018 | Athletic Bilbao | 1 – 2 | Olympique de Marseille  | Estádio de San Mamés, Bilbau                |
| 15:00               | Williams 74'    |       | Payet 37' · Ocampos 52' | Público: 40,580 Árbitro: ENG Anthony Taylor |

| Athletic Bilbao | O. Marseille |

Olympique de Marseille venceu por 5–2 no placar agregado.
| 15 de março de 2018 | Viktoria Plzeň | 2 – 1 | Sporting       | Doosan Arena, Plzeň                        |
| 15:00               | Bakos 6', 65'  |       | Battaglia 105' | Público: 9,370 Árbitro: GER Tobias Stieler |

| Viktoria Plzen | Sporting |

Sporting venceu por 3–2 no placar agregado.
| 15 de março de 2018 | Red Bull Salzburg | 0 – 0 | Borussia Dortmund | Red Bull Arena, Salzburgo                   |
| 17:05               |                   |       |                   | Público: 29,520 Árbitro: FRA Benoît Bastien |

| RB Salzburg | Borussia D. |

RB Salzburg venceu por 2–1 no placar agregado.
| 15 de março de 2018 | Arsenal                            | 3 – 1 | Milan          | Emirates Stadium, Londres                   |
| 17:05               | Welbeck 39' (pen), 86' · Xhaka 71' |       | Çalhanoğlu 35' | Público: 58,973 Árbitro: SWE Jonas Eriksson |

| Arsenal | Milan |

Arsenal venceu por 5–1 no placar agregado.

## Quartas-de-final
O sorteio dessa fase foi realizado no dia 16 de março. As partidas de ida foram disputadas no dia 5 de abril e as partidas de volta serão disputadas o dia 12 de abril.
| Equipe 1           | Total | Equipe 2               | 1.º jogo | 2.º jogo |
| ------------------ | ----- | ---------------------- | -------- | -------- |
| Lazio              | 5–6   | Red Bull Salzburg      | 4–2      | 1–4      |
| RB Leipzig         | 3–5   | Olympique de Marseille | 1–0      | 2–5      |
| Atlético de Madrid | 2–1   | Sporting               | 2–0      | 0–1      |
| Arsenal            | 6–3   | CSKA Moscou            | 4–1      | 2–2      |

### Partidas de ida
| 5 de abril de 2018 | Lazio                                                      | 4 – 2 | Red Bull Salzburg          | Estádio Olímpico de Roma, Roma              |
| 16:05              | Lulić 8' · Parolo 49' · Felipe Anderson 74' · Immobile 77' |       | Berisha 30' · Minamino 71' | Público: 42,538 Árbitro: ROM Ovidiu Hațegan |

| Lazio | RB Salzburg |

| 5 de abril de 2018 | RB Leipzig | 1 – 0 | Olympique de Marseille | Red Bull Arena, Leipzig                               |
| 16:05              | Werner 46' |       |                        | Público: 34,043 Árbitro: ESP Alberto Undiano Mallenco |

| RB Leipzig | O. Marseille |

| 5 de abril de 2018 | Atlético de Madrid      | 2 – 0 | Sporting | Estádio Wanda Metropolitano, Madrid         |
| 16:05              | Koke 1' · Griezmann 40' |       |          | Público: 53,301 Árbitro: RUS Sergei Karasev |

| Atl. de Madrid | Sporting |

| 5 de abril de 2018 | Arsenal                             | 4 – 1 | CSKA Moscou | Emirates Stadium, Londres                   |
| 16:05              | Ramsey 9', 28' · Lacazette 23', 35' |       | Golovin 15' | Público: 58,285 Árbitro: CZE Pavel Královec |

| Arsenal | CSKA Moscou |

### Partidas de volta
| 12 de abril de 2018 | Red Bull Salzburg                                    | 4 – 1 | Lazio        | Red Bull Arena, Salzburgo                  |
| 16:05               | Dabour 56' · Haidara 72' · Hee-chan 74' · Lainer 76' |       | Immobile 55' | Público: 29 520 Árbitro: SLO Damir Skomina |

| RB Salzburg | Lazio |

RB Salzburg venceu por 6–5 no placar agregado.
| 12 de abril de 2018 | Olympique de Marseille                                               | 5 – 2 | RB Leipzig              | Stade Vélodrome, Marselha                  |
| 16:05               | Ilsanker 6' (g.c.) · Sarr 9' · Thauvin 37' · Payet 60' · Sakai 90+4' |       | Bruma 2' · Augustin 55' | Público: 61 882 Árbitro: NED Björn Kuipers |

| O. Marseille | RB Leipzig |

Olympique de Marseille venceu por 5–3 no placar agregado.
| 12 de abril de 2018 | Sporting    | 1 – 0 | Atlético de Madrid | Estádio José Alvalade, Lisboa              |
| 16:05               | Montero 28' |       |                    | Público: 28 437 Árbitro: SER Milorad Mažić |

| Sporting | Atl. de Madrid |

Atlético de Madrid venceu por 2–1 no placar agregado.
| 12 de abril de 2018 | CSKA Moscou               | 2 – 2 | Arsenal                    | VEB Arena, Moscou                         |
| 16:05               | Chalov 39' · Nababkin 50' |       | Welbeck 75' · Ramsey 90+2' | Público: 29 284 Árbitro: GER Felix Zwayer |

| CSKA Moscou | Arsenal |

Arsenal venceu por 6–3 no placar agregado.

## Semifinais
O sorteio para as semifinais foi realizado em 13 de abril de 2018 na sede da UEFA em Nyon na Suíça.
As partidas de ida serão disputadas nos dias 26 de abril e as partidas de volta em 3 de maio de 2018.
Também nesse sorteio foi definido o time "mandante" da final pra fins administrativos.
| Equipe 1               | Total | Equipe 2           | 1.º jogo | 2.º jogo |
| ---------------------- | ----- | ------------------ | -------- | -------- |
| Olympique de Marseille | 3–2   | Red Bull Salzburg  | 2–0      | 1–2      |
| Arsenal                | 1–2   | Atlético de Madrid | 1–1      | 0–1      |

### Partidas de ida
| 26 de abril de 2018 | Olympique de Marseille  | 2 – 0     | Red Bull Salzburg | Stade Vélodrome, Marselha                   |
| 16:05               | Thauvin 15' · N'Jie 63' | Relatório |                   | Público: 62 312 Árbitro: SCO William Collum |

| O. Marseille | RB Salzburg |

| 26 de abril de 2018 | Arsenal       | 1 – 1     | Atlético de Madrid | Emirates Stadium, Londres                   |
| 16:05               | Lacazette 61' | Relatório | Griezmann 82'      | Público: 59 066 Árbitro: FRA Clément Turpin |

| Arsenal | Atl. de Madrid |

### Partidas de volta
| 03 de maio de 2018 | Red Bull Salzburg             | 2 – 1 (pro) | Olympique de Marseille | Red Bull Arena, Salzburgo                   |
| 16:05              | Haidara 53' · Sarr 65' (g.c.) | Relatório   | Rolando 116'           | Público: 29 520 Árbitro: RUS Sergei Karasev |

| RB Salzburg | O. Marseille |

Olympique de Marseille venceu por 3–2 no placar agregado.
| 03 de maio de 2018 | Atlético de Madrid | 1 – 0     | Arsenal | Estádio Wanda Metropolitano, Madrid          |
| 16:05              | Diego Costa 45+2'  | Relatório |         | Público: 64 196 Árbitro: ITA Gianluca Rocchi |

| Atl. de Madrid | Arsenal |

Atlético de Madrid venceu por 2–1 no placar agregado.

## Final
A equipe mandante da partida (para fins administrativos) foi definida no sorteio adicional que foi realizado após o sorteio das semifinais.
| 16 de maio de 2018 | Olympique de Marseille | 0 – 3     | Atlético de Madrid            | Parc Olympique Lyonnais, Lyon              |
| 20:45 CEST         |                        | Relatório | Griezmann 21', 49' · Gabi 89' | Público: 55 768 Árbitro: NED Björn Kuipers |

| O. Marseille | Atl. de Madrid |